# Розсвіт (Ясненський міський округ)
Розсві́т (рос. Рассвет) — селище у складі Ясненського міського округу Оренбурзької області, Росія.
Стара назва — отділення № 1 совхоза Акжарський.

## Населення
Населення — 69 осіб (2010; 141 у 2002).
Національний склад (станом на 2002 рік):
- казахи — 74 %